# Fokusnik
Fokusnik (russisk: Фокусник) er en sovjetisk spillefilm fra 1967 af Pjotr Todorovskij.

## Medvirkende
- Zinovij Gerdt som Viktor Mikhajlovitj Kukusjkin
- Alla Larionova som Jlena Ivanovna
- Jevgenij Leonov som Stepan Nikolajevitj Rossomakhin
- Olga Gobzeva som Lily
- Leonid Djatjkov som Pavel